# Morti nel 1817
| Questa pagina contiene informazioni ricavate automaticamente dalle voci biografiche con l'ausilio del template Bio e di un bot. L'aggiornamento è periodico e automatico e ricostruisce completamente la pagina. Se manca una persona in questa lista, sei pregato di non aggiungerla, ma accertati piuttosto che la sua voce biografica contenga il template Bio e che i dati anagrafici siano correttamente compilati. Se il template Bio manca, inseriscilo tu stesso o, in alternativa, metti l'avviso {{tmp\|Bio}} che ne segnala la mancanza. Se i dati riportati sono sbagliati, correggi direttamente la voce biografica; le modifiche saranno visibili in questa lista entro pochi giorni. Per chiarimenti vedi il progetto biografie. La lista contiene solo le 175 persone che sono citate nell'enciclopedia e per le quali è stato implementato correttamente il template Bio. Pagina aggiornata al 2 ago 2025. |

## Gennaio(15)
- 1º gennaio - Martin Heinrich Klaproth, chimico tedesco (n. 1743)
- 10 gennaio - Lorenzo Caleppi, cardinale e diplomatico italiano (n. 1741)
- 11 gennaio - Margherita Dalmet, italiana (n. 1739)
- 11 gennaio - Félix Lecomte, scultore francese (n. 1737)
- 12 gennaio - Juan Andrés, umanista, critico letterario e bibliotecario spagnolo (n. 1740)
- 12 gennaio - Gaetano Gaspare Uttini, medico italiano (n. 1737)
- 13 gennaio - Giuseppe Maria Bressa, vescovo cattolico italiano (n. 1742)
- 14 gennaio - Pierre-Alexandre Monsigny, compositore francese (n. 1729)
- 19 gennaio - Carlo Francesco Albani, III principe di Soriano nel Cimino, nobile italiano (n. 1749)
- 23 gennaio - Antoine Brice, pittore francese (n. 1752)
- 28 gennaio - Friedrich Ludwig Æmilius Kunzen, compositore e direttore d'orchestra tedesco (n. 1761)
- 29 gennaio - Enrico XIII di Reuss-Greiz, principe (n. 1747)
- 29 gennaio - George Spencer, IV duca di Marlborough, nobile, politico e militare inglese (n. 1739)
- 29 gennaio - Franz de Paula Triesnecker, astronomo austriaco (n. 1745)
- 31 gennaio - Antoine Beauvilliers, scrittore francese (n. 1754)

## Febbraio(10)
- 2 febbraio - Girolamo Baruffaldi, gesuita e letterato italiano (n. 1740)
- 8 febbraio - Francis Horner, politico britannico (n. 1778)
- 10 febbraio - Karl Theodor von Dalberg, arcivescovo cattolico tedesco (n. 1744)
- 10 febbraio - Justus Heinrich Wigand, ginecologo tedesco (n. 1769)
- 13 febbraio - Aleksej Ivanovič Musin-Puškin, storico russo (n. 1744)
- 14 febbraio - John Abercromby, politico e militare britannico (n. 1772)
- 14 febbraio - Giovanni Perego, pittore, scenografo e architetto italiano (n. 1776)
- 16 febbraio - Gaetano Maria Garrasi, religioso e arcivescovo cattolico italiano (n. 1727)
- 24 febbraio - Pietro Miliani, imprenditore italiano (n. 1744)
- 28 febbraio - Pietro Carlo Guglielmi, compositore italiano (n. 1772)

## Marzo(10)
- 1º marzo - Luigi Gatti, compositore italiano (n. 1740)
- 2 marzo - Giacomo Quarenghi, architetto e pittore italiano (n. 1744)
- 3 marzo - Alessandro Strozzi, militare italiano (n. 1758)
- 5 marzo - Jean Joseph Guieu, generale francese (n. 1758)
- 8 marzo - Anna Maria Lenngren, poetessa svedese (n. 1754)
- 18 marzo - Charles Combe, medico e numismatico britannico (n. 1743)
- 19 marzo - Alfonso Airoldi, arcivescovo cattolico italiano (n. 1729)
- 25 marzo - Francesco Amoretti, incisore italiano (n. 1747)
- 26 marzo - Filippo Re, botanico e agronomo italiano (n. 1763)
- 29 marzo - Hugo Damian Erwein von Schönborn-Wiesentheid, nobile e politico tedesco (n. 1738)

## Aprile(12)
- 1º aprile - Ludwig von Flüe, mercenario svizzero (n. 1752)
- 4 aprile - Andrea Massena, generale francese (n. 1758)
- 6 aprile - Bonaventura Furlanetto, compositore italiano (n. 1738)
- 12 aprile - Charles Messier, astronomo francese (n. 1730)
- 19 aprile - Giovanni Motta, pittore italiano (n. 1753)
- 20 aprile - Louis Bernard Coclers, pittore, incisore e illustratore fiammingo (n. 1741)
- 20 aprile - Usman dan Fodio, religioso, scrittore e filosofo nigeriano (n. 1754)
- 20 aprile - Antonio Pasquale di Borbone-Spagna, nobile spagnolo (n. 1755)
- 22 aprile - Francesco Carboni, linguista, traduttore e scrittore italiano (n. 1746)
- 25 aprile - Joseph von Sonnenfels, romanziere e giurista austriaco (n. 1732)
- 29 aprile - Saverio Granata, vescovo cattolico italiano (n. 1741)
- 30 aprile - Romoaldo Braschi-Onesti, cardinale italiano (n. 1753)

## Maggio(11)
- 6 maggio - Felice Campi, pittore italiano (n. 1746)
- 10 maggio - Jean-Siffrein Maury, cardinale e arcivescovo cattolico francese (n. 1746)
- 11 maggio - Angelo Mazza, poeta e letterato italiano (n. 1741)
- 15 maggio - Wazir Ali Khan, indiano (n. 1780)
- 15 maggio - Karl von Gober, militare austriaco (n. 1762)
- 21 maggio - Johan Christopher Toll, militare e diplomatico svedese (n. 1743)
- 23 maggio - Enrichetta Carlotta di Württemberg, principessa (n. 1767)
- 24 maggio - Juan Meléndez Valdés, poeta spagnolo (n. 1754)
- 28 maggio - Louis-Mayeul Chaudon, monaco cristiano francese (n. 1737)
- 28 maggio - Luisa di Waldeck e Pyrmont, principessa tedesca (n. 1751)
- 30 maggio - Tristram Dalton, politico statunitense (n. 1738)

## Giugno(7)
- 2 giugno - Clotilde Tambroni, filologa, linguista e poetessa italiana (n. 1758)
- 8 giugno - Théroigne de Méricourt, politica e rivoluzionaria belga (n. 1762)
- 18 giugno - Leonard Neale, arcivescovo cattolico statunitense (n. 1746)
- 20 giugno - Marie-Gabriel-Florent-Auguste de Choiseul-Gouffier, diplomatico e scrittore francese (n. 1752)
- 22 giugno - Pavel Aleksandrovič Stroganov, nobile e ufficiale russo (n. 1772)
- 24 giugno - Pietro Nizzati di Boyon, avvocato italiano (n. 1739)
- 30 giugno - Abraham Gottlob Werner, geologo e mineralogista tedesco (n. 1749)

## Luglio(10)
- 8 luglio - George Ponsonby, avvocato e politico britannico (n. 1755)
- 9 luglio - Jean-Antoine-Théodore Giroust, pittore francese (n. 1753)
- 10 luglio - Hugh Percy, II duca di Northumberland, generale britannico (n. 1742)
- 11 luglio - William Gregor, presbitero e mineralogista britannico (n. 1761)
- 14 luglio - Madame de Staël, scrittrice e socialite francese (n. 1766)
- 15 luglio - Susannah Darwin, nobildonna inglese (n. 1765)
- 18 luglio - Jane Austen, scrittrice britannica (n. 1775)
- 20 luglio - Antonio Francesco Frisi, scrittore e storico italiano (n. 1733)
- 20 luglio - Jean-Baptiste-Antoine Suard, giornalista francese (n. 1732)
- 26 luglio - Karađorđe Petrović, militare serbo (n. 1762)

## Agosto(14)
- 7 agosto - Pierre Samuel Dupont de Nemours, economista e scrittore francese (n. 1739)
- 9 agosto - Leopoldo III di Anhalt-Dessau, principe e duca (n. 1740)
- 9 agosto - Guglielmina Federica di Württemberg, duca (n. 1764)
- 10 agosto - Francis Cabot Lowell, imprenditore statunitense (n. 1775)
- 14 agosto - Jean-François Demandolx, vescovo cattolico francese (n. 1744)
- 15 agosto - Mattia Butturini, letterato, latinista e grecista italiano (n. 1752)
- 15 agosto - Peter Early, politico statunitense (n. 1773)
- 20 agosto - Luigi di Bentheim e Steinfurt, principe tedesco (n. 1756)
- 22 agosto - Nakşidil Sultan, georgiana
- 24 agosto - Nancy Storace, soprano britannico (n. 1765)
- 26 agosto - Joseph Anton Vogel, storico e letterato francese (n. 1756)
- 28 agosto - Giuseppe Manetti, architetto e botanico italiano (n. 1761)
- 30 agosto - Léon Matthieu Cochereau, pittore francese (n. 1793)
- 31 agosto - John Thomas Duckworth, ammiraglio britannico (n. 1748)

## Settembre(10)
- 3 settembre - Jonathan Elmer, politico statunitense (n. 1745)
- 4 settembre - Antonio Sandi, incisore italiano (n. 1733)
- 5 settembre - Ferdinand Daniel Pulszky de Csélfalva, militare austriaco (n. 1759)
- 8 settembre - Charles Abbot, entomologo e botanico britannico (n. 1761)
- 10 settembre - Andrea Vici, architetto italiano (n. 1743)
- 14 settembre - Erminia di Anhalt-Bernburg-Schaumburg-Hoym, nobile (n. 1797)
- 20 settembre - Ludovico di Württemberg, generale (n. 1756)
- 21 settembre - Jules de Polignac, I duca di Polignac, nobile e militare francese (n. 1746)
- 22 settembre - Louis Genty, abate francese (n. 1743)
- 28 settembre - Pieter van Braam, poeta olandese (n. 1740)

## Ottobre(19)
- 4 ottobre - Pëtr Alekseevič Skokov, compositore russo (n. 1758)
- 9 ottobre - Bernardino Marin, vescovo cattolico italiano (n. 1739)
- 12 ottobre - Johann Franz Xaver Sterkel, compositore e pianista tedesco (n. 1750)
- 13 ottobre - Ekaterina Petrovna Šuvalova, nobildonna russa (n. 1743)
- 14 ottobre - Vitangelo Bisceglia, botanico e agronomo italiano (n. 1749)
- 14 ottobre - Fëdor Fëdorovič Ušakov, ammiraglio russo (n. 1745)
- 15 ottobre - Johann Ludwig Burckhardt, esploratore svizzero (n. 1784)
- 15 ottobre - Tadeusz Kościuszko, generale e ingegnere polacco (n. 1746)
- 16 ottobre - Manuel Piar, generale venezuelano (n. 1774)
- 18 ottobre - Étienne Nicolas Méhul, compositore francese (n. 1763)
- 18 ottobre - Giuseppe Zanoia, architetto e poeta italiano (n. 1752)
- 19 ottobre - John Milton, politico, rivoluzionario e militare statunitense
- 23 ottobre - Francesco Saverio Fabri, architetto italiano (n. 1761)
- 23 ottobre - Antonio Lante Montefeltro della Rovere, cardinale italiano (n. 1737)
- 25 ottobre - Cristiano del Palatinato-Zweibrücken, nobile e generale tedesco (n. 1752)
- 26 ottobre - Nikolaus Joseph von Jacquin, medico, chimico e botanico olandese (n. 1727)
- 27 ottobre - Gaetano de Lucretiis, scienziato italiano (n. 1745)
- 28 ottobre - Jacopo Durandi, giurista, drammaturgo e storico italiano (n. 1739)
- 31 ottobre - Antonio Bresciani, pittore e incisore italiano (n. 1720)

## Novembre(12)
- 1º novembre - François Marie d'Aboville, generale e nobile francese (n. 1730)
- 5 novembre - Carl Haller von Hallerstein, architetto, archeologo e storico dell'arte tedesco (n. 1774)
- 6 novembre - Carlotta Augusta di Hannover, principessa britannica (n. 1796)
- 7 novembre - Francesco Pasquale Ricci, presbitero, compositore e violinista italiano (n. 1732)
- 8 novembre - Andrea Appiani, pittore italiano (n. 1754)
- 11 novembre - Francisco Javier Mina, avvocato e militare spagnolo (n. 1789)
- 14 novembre - Policarpa Salavarrieta, agente segreto colombiana (n. 1795)
- 16 novembre - William Shepard, generale e politico statunitense (n. 1737)
- 18 novembre - Alois Ugarte, politico e nobile boemo (n. 1749)
- 23 novembre - Giuseppe Cellini, guerrigliero italiano (n. 1770)
- 24 novembre - Vladimir Petrovič Dolgorukov, generale e nobile russo (n. 1773)
- 26 novembre - Pierre-Antoine Antonelle, politico francese (n. 1747)

## Dicembre(17)
- 3 dicembre - August Eberhard Müller, compositore e organista tedesco (n. 1767)
- 6 dicembre - Enrico Barelli, presbitero, letterato e poeta italiano (n. 1724)
- 6 dicembre - William Bligh, ufficiale britannico (n. 1754)
- 8 dicembre - Carlo Labruzzi, pittore, disegnatore e incisore italiano (n. 1748)
- 11 dicembre - Max von Schenkendorf, poeta tedesco (n. 1783)
- 11 dicembre - Maria Walewska, nobile polacca (n. 1786)
- 12 dicembre - Domenico Pizzamano, politico e ammiraglio italiano (n. 1748)
- 13 dicembre - Pál Kitaibel, botanico, chimico e medico ungherese (n. 1757)
- 14 dicembre - Sigismondo Antonio Manci, nobile e presbitero italiano (n. 1734)
- 15 dicembre - Federigo Zuccari, astronomo italiano (n. 1783)
- 16 dicembre - Pattimura, militare e rivoluzionario indonesiano (n. 1783)
- 17 dicembre - Giovanni Battista Guglielmini, fisico e religioso italiano (n. 1760)
- 18 dicembre - Gregor von Zirkel, vescovo cattolico tedesco (n. 1762)
- 22 dicembre - Sofia Carolina Maria di Brunswick-Wolfenbüttel, principessa (n. 1737)
- 27 dicembre - Jean Baptiste Camille Canclaux, generale francese (n. 1740)
- 27 dicembre - Richard Onslow, I baronetto, ammiraglio britannico (n. 1741)
- 29 dicembre - Sebastiano Ayala, presbitero, scrittore e politico italiano (n. 1744)

## Senza giorno specificato(28)
- Ibrahim Bey, militare ottomano (n. 1735)
- Giovanni Bigatti, incisore e pittore italiano (n. 1774)
- Giacomo Agostino Brusco, ingegnere e cartografo italiano (n. 1739)
- Antonio Carpaccio, storico italiano (n. 1743)
- Pierre Chaux, politico francese (n. 1755)
- Giuseppe De Conti, storico e scrittore italiano (n. 1743)
- Charles François Delamarche, geografo e cartografo francese (n. 1740)
- Jean-André Deluc, naturalista svizzero (n. 1727)
- Dingiswayo, condottiero sudafricano (n. 1780)
- Donnino Ferrari, architetto italiano (n. 1739)
- Maddalena Gallina, attrice teatrale italiana (n. 1770)
- Giacomo Gatti, pittore italiano
- Filippo Grimaldi del Poggetto, nobile italiano (n. 1767)
- Wilhelm Heinsius, editore tedesco (n. 1768)
- Francesco Antonio Lapegna, pittore italiano (n. 1769)
- Felice Lattuada, presbitero, politico e scrittore italiano (n. 1750)
- Pierre Adrien Le Beau, incisore francese
- Józef Lubomirski, nobile e generale polacco (n. 1751)
- Pietro Maggi, architetto svizzero (n. 1756)
- Benoît-Joseph Marsollier, drammaturgo, librettista e speleologo francese (n. 1750)
- Flaminio Innocenzo Minozzi, pittore e progettista italiano (n. 1735)
- John Palmer, architetto britannico (n. 1738)
- Gregorio Petondi, architetto svizzero (n. 1732)
- Giovanni Quaglia, generale italiano (n. 1754)
- Antonio Scoppa, scrittore italiano (n. 1763)
- Alessandro Valperga di Maglione, politico italiano
- Mariano Luis de Urquijo, politico, diplomatico e letterato spagnolo (n. 1769)
- Federico Augusto Alessandro di Beaufort-Spontin, nobile e politico belga (n. 1751)